# Рудольф Клімке
Рудольф Клімке (нім. Rudolf Klimke; 8 листопада 1890, Мерзебург — 17 березня 1987, Бюккебург) — німецький льотчик-ас, лейтенант Імперської армії, оберст люфтваффе.

## Біографія
З 12 жовтня 1910 року проходив строкову службу в артилерійському полку №75, а коли почалася Перша світова війна, потрапив до польового артилерійського полку №10, де служив до свого переведення в авіацію 8 серпня 1915 року. В 1916 році Клімке був приизначений у 55-й польовий льотний дивізіону, потім — у 50-й, і, нарешті, у 19-й льотний дивізіону, перш ніж був направлений у 13-ту бомбардувальун ескадрилью, що входила до 3-ї бомбардувальної ескадри. Він здобув одну перемогу у 55-му дивізіоні на Східному фронті.
Будучи вже заступником офіцера, у ніч з 6 на 7 травня 1917 року Клімке і його спостерігач, оберлейтенант Вальтер Леон, вилетіли на одиночне бомбардування Лондона літаком Albatros С.VII з 19-го дивізіону, що піднявся в повітря з аеродрому Гандзоме, неподалік Остенде. Льотчики скинули 5 22-фунтових бомб на Гакні та Голловей, і, хоча їхній рейд був санкціонований безпосереднім командиром, вони отримали догану, оскільки ця акція не отримала схвалення вищого начальства.
Незабаром після переведення Рудольфа Клімке в 3-тю винищувальну ескадрилью, він і ще 2 члени екіпажу бомбардувальника Gotha (Леон і віцефельдфебель Рінтроп) взяли участь в іншому нальоті на Лондон, проведеному 7 липня 1917 року, і, за їхнім власним показанням, збили під час його 1 британський аероплан Sopwith. У цьому бою британці втратили 2 літаки, тоді як німецькі учасники рейду (22 бомбардувальники Gotha) заявили про 3 збиті ними аероплани.
Клімке вирішив стати винищувачем і після підготовки в 1-му училищі винищувальної авіації 12 вересня 1917 року прибув в 27-му винищувальну ескадрилью. Певний час Клімке літав на винищувачі Fokker Dr.I зі своєю персональною емблемою — чорним якорем, зображеним на фюзеляжі та в центрі керма висоти. Мати льотчика вважала цей символ талісманом, який символізує «добру надію». У 27-й винищувальній ескадрильї він прослужив більше року, поки не був тричі поранений у плече в бою 21 вересня 1918 року проти винищувача Bristol Fighter. Хоча йому і вдалося вдало приземлитися на своєму аеродромі, він не встиг одужати до кінця війни.
На рахунку льотчика 19 повітряних перемог.
З 11 серпня 1942 по 17 січня 1944 року — командир льотного училища A/B 42.

## Нагороди
- Залізний хрест 2-го і 1-го класу
- Почесний хрест ветерана війни з мечами